# Geolycosa sexmaculata
Geolycosa sexmaculata är en spindelart som beskrevs av Roewer 1960. Geolycosa sexmaculata ingår i släktet Geolycosa och familjen vargspindlar.
Artens utbredningsområde är Afghanistan. Inga underarter finns listade i Catalogue of Life.